# بول جالفين (رجل أعمال)
بول فنسنت جالفين (27 يونيو 1895 - 5 نوفمبر 1959) واحد من مؤسسي شركة موتورولا، بدأ الشركة باسم شركة جالفين للتصنيع في 25 سبتمبر من 1928، موتورولا الآن في طليعة الشركات المنتجة لمعدات الاتصالات، جالفين ابتكر مسجل السيارة الذي ساهم بشكل كبير في ترسية ورواج الشركة.